# Acrolophus gigantea
Acrolophus gigantea är en fjärilsart som beskrevs av Druce 1901. Acrolophus gigantea ingår i släktet Acrolophus och familjen Acrolophidae. Inga underarter finns listade i Catalogue of Life.